# Форкије
Форкије (грч. Phorkys; лат. Phorcys) је у грчкој митологији морски бог, син бога морских дубина Понта и богиње земље Геје.

## Митологија
Форкије је био заштитник свих морских чудовишта и чувар мора, а са својом женом Кетом имао је много потомака, и то све сама чудовишта:

Три Граје, три Горгоне, змаја Ладона, нимфу Тоосу. 
- Граје — Енија, Перфида и Дина
- Горгоне — Стено, Еуријала и Медуза
- Ладон
- Тооса — нимфа

Форкије је, поред жене Кето, са којом је имао седам кћерки и једног сина, са Кратеидом, богињом морске силине, имао кћерку Скилу, страшну морску неман која је имала дванаест руку и дванаест ногу.